# دوقية كارينثيا
دوقية كارينثيا (بالألمانية: Herzogtum Kärnten) هي دوقية تقع في جنوب النمسا، وشمال سلوفينيا. انفصلت عن بافاريا عام 976 م، وأصبحت جزء من الإمبراطورية الرومانية المقدسة حتى عام 1806، عندما أعلنت استقلالها عن الإمبراطورية.
بعد الحرب العالمية الأولى بموجب معاهدة سانت جيرمان، تم تقسيم الدوقية بين الشمال للنمسا والجنوب لسلوفينيا التي أصبحت جزءً من مملكة يوغسلافيا وجزء في الجنوب الغربي لمملكة إيطاليا.
عاصمتها كلاغنفورت، وبلغ عدد سكانها 396,200 نسمة معظمهم يدينون الكاثوليكية الرومانية، مساحتها 10,327 كم2. يتحدث سكان كارينثيا عدة لغات بالنسب الآتية: الألمانية (76.8 %)، السلوفينية (20.7 %) ولغات أخرى (2.5 %). وفيها تقع بحيرة فورثرسي التي تعتبر أشهر بحيرات النمسا.

## قائمة الحكام
اللوتبولدية
- بيرثولد الأول (927–938).
- هاينريش الأول (976–978).

السالية
- أوتو الأول (978–985).

اللوتبولدية
- هاينريش الأول (985–989)؛ مرة أُخرى، دوق بافاريا 983–985.

الأوتونية
- هاينريش الثاني (989–995)، وأيضا: دوق بافاريا 985–995.
- هاينريش الثاني (الثالث) (995–1002)؛ وأيضا: دوق بافاريا 995–1005 وإمبراطور روماني مقدس 1014–1024.

السالية
- أوتو الأول (1002–1004)؛ مرة أُخرى.
- كونراد الأول (1004–1011).

الإيبينشتانية
- أدالبيرو/ألبرشت الأول (1011–1035).

السالية
- كونراد الثاني (1036–1039).
- هاينريش الثالث (الرابع) (1039–1047)؛ وأيضا: دوق بافاريا 1026–1041 وإمبراطور روماني مقدس 1046–1056.

فلف الأكبر
- فلف (1047–1055).

الإيتسونية
- كونراد الثالث (1056–1061).

تسرينغن
- بيرثولد الثاني (1061–1077)

الإيبينشتانية
- لويتبولد (1077–1090)؛ هو حفيد أدالبيرو.
- هاينريش الثالث (1090–1122).

### السبونهايمية
- هاينريش الرابع (1122–1123).
- إنغلبرت (1123–1134)؛ هو جد أديلا ملكة فرنسا.
- أولريش الأول (1134–1144).
- هاينريش الخامس (1144–1161).
- هيرمان (1161–1181).
- أولريش الثاني (1181–1201).
- برنهارد (الوصي 1199؛ الدوق. 1202–1256)
- أولريش الثالث  [لغات أخرى]‏ (1256–1269).

البوهيمية
- أوتوكار/أوتو الثاني (1269–1276)؛ أيضا: ملك بوهيميا 1253–1278.

هابسبورغ
- رودولف الأول (1276–1286)؛ أيضا: ملك ألمانيا 1273–1291.

### غوريتسيا-تيرول
- مينهارد (1286–1295).
- هاينريش السادس (1295–1335)؛ أيضا: ملك بوهيميا 1306/1307–1310؛ وبالمناصفة مع أخوته:-
  - لودفيغ (1295–1305)
  - أوتو الثالث (1295–1310)؛ ومن نسله مارتينو الأول ملك أراغون وروبرشت ملك ألمانيا.

### هابسبورغ
- أوتو الرابع (1335–1339)؛ وبالمناصفة مع أخيه، وهما ابنّي شقيقة سابقيهم:-
  - ألبرشت الثاني (1335–1358).
- فريدرش الأول (1358–1362)؛ وبالمناصفة مع أخيه،
  - رودولف الثاني (1358–1365).
- ألبرشت الثالث (1365–1379).

##### الفرع الليوبولدي
- ليوبولد (1379–1386).
- فيلهلم (1386–1406).
- إرنست (1406–1424).
- فريدرش الثاني (1424–1493).

##### توحيد أراضي العائلة في 1458
- ماكسمليان (1493–1519)؛ أيضا: إمبراطور روماني مقدس 1508–1519.
- كارل الأول (1519–1558)؛ أيضا: إمبراطور روماني مقدس 1519–1556.
- فرديناند الأول (1521–1564)؛ أيضا: إمبراطور روماني مقدس1558–1564

##### أراضي النمسا الداخلية
- كارل الثاني (1564–1590).
- فرديناند الثاني (1590–1637)؛ أيضا: إمبراطور روماني مقدس 1619–1637

تم توحيد كارينثيا مع بقية أراضي هابسبورغ مرة أخرى في عام 1619؛ انظر: قائمة حكام النمسا.

## معرض الصور

علم كارينثيا

شعار النبالة حتى 1246.
شعار النبالة منذ 1246.

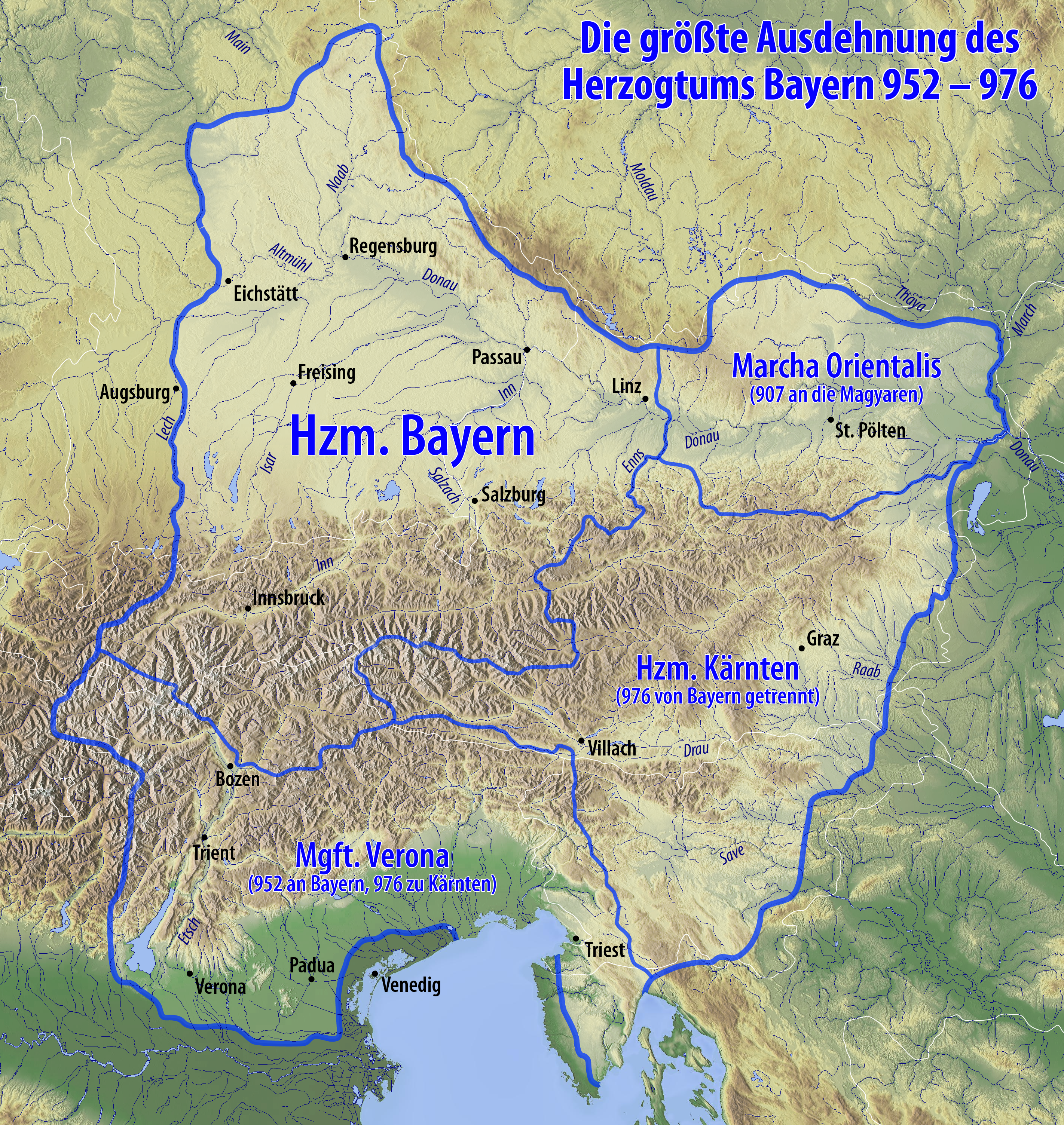
دوقية كارينثيا داخل دوقية بافاريا بين عامي 952-976.
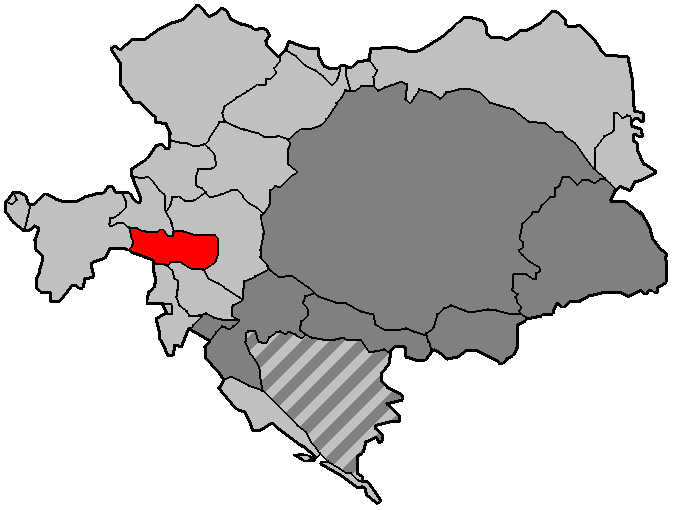
كارينثيا (باللون الأحمر) خلال الإمبراطورية النمساوية المجرية.

## وصلات خارجية
- Map of the Balkans (1815–59)